# Hasan.K (Album)
Hasan.K ist das erste und bisher einzige Solo-Studioalbum des deutschen Rappers Hasan.K. Es wurde am 1. November 2008 veröffentlicht. Auf dem Album rappt Hasan.K unter anderem über das schwierige Leben in Berlins sozialen Brennpunkten, über Geschäfte mit Drogen und über unerfüllte Liebesbeziehungen. Das Lied Kindermörder ist eine Kritik an den Staat Israel, die Hasan.K’s Auffassung nach skrupellos palästinensische Kinder töten würden. Auch der ehemalige US-amerikanische Präsident George W. Bush wird kritisiert bzw. beleidigt. Auf dem Lied Blut rein, Blut raus ist eine Szene aus dem Film Blood in, Blood out – Verschworen auf Leben und Tod zu hören.

## Titelliste
| #   | Titel                                                  | Länge |
| --- | ------------------------------------------------------ | ----- |
| 1.  | Intro                                                  | 3:28  |
| 2.  | Double Impact (feat. Tarik Sahin)                      | 3:34  |
| 3.  | Wir leben hier zwischen...                             | 3:11  |
| 4.  | Scheiss auf alles                                      | 3:51  |
| 5.  | 100 Karat (feat. JeyJoe)                               | 3:00  |
| 6.  | Tränen hinter Gittern                                  | 4:08  |
| 7.  | R.S.O.D.                                               | 3:06  |
| 8.  | Royal Flush (All-In)                                   | 3:25  |
| 9.  | Hört nicht auf die Presse, fragt uns (feat. Irfan.K)   | 3:05  |
| 10. | Kindermörder                                           | 3:46  |
| 11. | Blutboxer (feat. Abdul, Muharrem)                      | 3:08  |
| 12. | Terroristen Block                                      | 3:50  |
| 13. | Der Anschlag (feat. Dirty Burhan)                      | 3:01  |
| 14. | Hypersonic (Part 2)                                    | 3:45  |
| 15. | Auf Tour (feat. Gece)                                  | 3:44  |
| 16. | 2 Taliban (feat. AFG Connection)                       | 3:56  |
| 17. | Blut rein, Blut raus                                   | 3:32  |
| 18. | Ihr rappt aus Leidenschaft und wir nur für die Scheine | 4:06  |
| 19. | Berlin Ganxta                                          | 3:39  |
| 20. | Es stand geschrieben (feat. O!Romeo)                   | 3:48  |
| 21. | Kugel im Lauf (feat. O!Romeo)                          | 4:02  |
| 22. | Rap oder Knast                                         | 3:02  |
| 23. | Ich weiss du kannst mich hören                         | 3:47  |
| 24. | G.A.M.E. O.V.E.R.                                      | 3:22  |
| 25. | Ghetto Liebe                                           | 3:41  |
| 26. | 3. Weltkrieg                                           | 3:52  |
| 27. | Time to die (feat. O!Romeo, Patman)                    | 3:12  |
| 28. | Herzbruch (feat. O!Romeo)                              | 3:51  |
| 29. | Kopkilla/Gangbang (feat. Young A)                      | 3:20  |
| 30. | Wie lange (feat. O!Romeo)                              | 3:39  |
| 31. | Neukölln Boss (Part 3) (feat. Doni, Irfan.K)           | 3:14  |
| 32. | Ohne deine Liebe (feat. O!Romeo)                       | 3:24  |